# François Jean-Baptiste Broussouloux
Pour les articles homonymes, voir Broussouloux.
François Jean-Baptiste Nicolas Broussouloux, né le 9 juillet 1863 à Alger et mort à une date et en un lieu inconnus, est un Syndicaliste libertaire français.

## Biographie
Broussouloux s'engage dans l’armée, à Oran, le 24 avril 1882 et devient réserviste dès le 30 avril 1883 avant d'être déclaré insoumis le 26 novembre 1886. 
Le 20 mars 1888, il se présente volontairement et est condamné le 27 avril à un mois de prison par le 1er conseil de guerre d’Alger. Libéré, il incorpore le 1er régiment de zouaves.
En 1890, il gère un café place de Chartres à Alger puis en 1892 devient docker. C'est à cette époque qu'il adhère au mouvement anarchiste et devient rapidement un des militants les plus actifs du groupe anarchiste de Saint-Étienne. Adepte des idées d’Émile Pouget, il est jusqu'en 1893 colporteur du Père Peinard sous pseudonymes et, conférencier ambulant, est constamment traqué par la police, ce qui l'oblige à changer régulièrement de domicile et de patronyme. Particulièrement représentatif de l’évolution de l’anarchisme de la fin du XIXe siècle, il s'avère un important propagateur du syndicalisme.
Condamné à diverses reprises, il quitte le Père Peinard en 1893 et devient en 1896 ouvrier carrossier mais, avec Fernand Pelloutier et Pouget, il se lance dans une tournée de conférences de près de six mois visant à appeler les ouvriers à se syndiquer pour l'organisation d'une grève générale. Il récolte aussi des bons d’abonnements pour le quotidien La Clameur que Bernard Lazare, Pouget et Pelloutier veulent fonder. La police le piste tout le long.
Représentant au Congrès de Tours de cinq syndicats de Saumur, le syndicat des Ardoisiers d’Angers-Trélazé et celui des Galochiers de La Flèche, il est remarqué par ses interventions libertaires et propose La Clameur comme futur organe de la CGT, ce qui est refusé. Élu au Comité de la grève générale, il est avec entre autres Eugène Guérard, un des orateurs du meeting de clôture du congrès. Il effectue alors de très nombreuses conférences dans toute la France, conférences assidûment suivies. 
Dreyfusard, collaborateur au Journal du peuple, il intervient aux côtés de Sébastien Faure, Henri Dhorr et Louise Michel dans de nombreux meetings. Arrêté le 18 juillet 1898 en parallèle du procès Zola, il est condamné à huit jours de prison pour cris séditieux. Son intervention « L’Affaire Dreyfus et la république en danger. La grève générale » discrédite l’armée, l’État et l’Église. Régulièrement arrêté, il s'avère un des principaux propagandistes de la cause anarchiste. 
À partir de 1900, il commence à faire moins de conférences et la police cesse de le surveiller. Devenu en 1904 représentant de commerce, il milite au sein de la Ligue des droits de l'homme. En 1914, il est candidat du Parti socialiste aux législatives dans le département de la Manche ainsi qu'en 1928 pour le Parti socialiste communiste aux législatives à Cherbourg, en vain.